# بادخورک درختی سبیل‌دار
بادخورک درختی سبیل‌دار (نام علمی: Hemiprocne comata) یک گونه از پرندگان خانواده بادخورکان درختی است. این کوچکترین گونه از چهار گونه در سردهٔ Hemiprocne است و در برونئی، اندونزی، مالزی، میانمار، فیلیپین، سنگاپور و تایلند یافت می‌شود.
زیستگاه‌های طبیعی آن جنگل‌های دشت نمناک نیمه‌گرمسیری یا گرمسیری، جنگل‌های حرا نیمه‌گرمسیری یا گرمسیری و جنگلهای کوهستانی نمناک نیمه‌گرمسیری یا گرمسیری است.

## نگارخانه

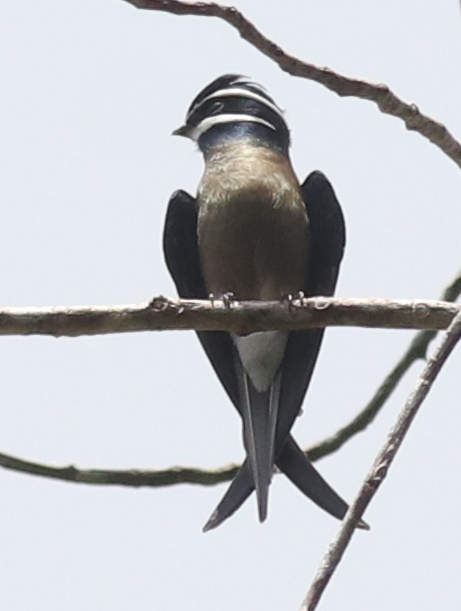
مالزی - تامان نگارا
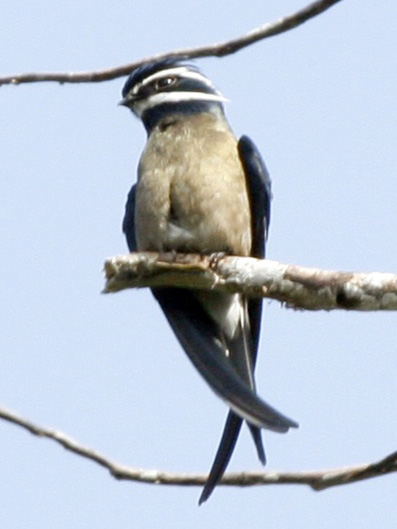
ماده، مالزی - جنگل پانتی